# Agapostemon jamaicensis
Agapostemon jamaicensis là một loài Hymenoptera trong họ Halictidae. Loài này được Roberts mô tả khoa học năm 1972.